# إيرول براون
إيرول براون (16 يونيو 1952 في جامايكا - ) (بالإنجليزية: Errol Brown)‏ هو لاعب كريكت جامايكي. شارك مع منتخب جامايكا الوطني للكريكت.

## وصلات خارجية
- إيرول براون على موقع إي آس بي آن كريك إنفو (الإنجليزية)